# 江戸幕府の地図事業
江戸幕府の地図事業（えどばくふのちずじぎょう）は、江戸時代に江戸幕府によって進められた国土基本図の編纂事業のこと。大きく分けて日本地図である日本図（にほんず）と諸藩に作らせた国絵図（くにえず）に分けられる。

## 概要

### 天正郡絵図
全国規模での検地を実施した豊臣秀吉は、天正19年（1591年）に全国の大名らに検地の結果を記載した御前帳と郡絵図の提出を命じ、増田長盛にその任を当たらせた。天正の郡絵図は現存しないが、上杉家に伝わる「越後国瀬波郡絵図」と「越後国頸城郡絵図」は天正郡絵図の写本と考えられる。郡絵図には郡内の村毎に家数と検地高が記載されている。なお豊臣政権が作成した郡絵図が、最終的に国絵図にまとめられたかどうかは定かではなく、また御前帳・郡絵図収納の大事業は貫徹されなかったとみられる。

### 慶長国絵図
江戸幕府を開いた徳川家康は、豊臣政権に倣い、慶長10年（1605年）9月に全国の諸大名の領地と寺社領の分布・石高に関する調査を行い、西尾吉次を東日本、津田秀政を西日本の担当奉行に任じた。この調査に基づいた慶長国絵図・郷帳が作成されたとされる。慶長期の国絵図・郷帳はその後の江戸城火災などで焼失したと思われ、正本は現存しない。慶長国絵図の控え・写本等で現存しているのは11ヶ国1島分で、西日本に限られている。そこで秋澤繁は、慶長国絵図・郷帳の徴収は全国に及んだのではなく、西国大名政策として西日本に限られていたとする説を出している。

### 寛永国絵図と慶長日本図

#### 日本六十余州国々切絵図
三代将軍の徳川家光は、諸国の国情を観察するため、寛永10年（1633年）に諸国に巡見使を派遣し、その際に諸国へ国絵図の提出を命じた。この際に作成された68国分すべての絵図を一括して保存しているのは山口県文書館と秋田県公文書館とされ、岡山大学の池田家文庫などに伝えられている。

#### 慶長日本図
また江戸時代初期の日本全国を一枚仕立ての絵図にしたものとして、「慶長日本図」と呼ばれる地図が国立公文書館など複数現存しており、従来これらは慶長国絵図をまとめて日本総図にしたものと考えられていた。これに対し川村博忠は、国立国会図書館に所蔵されていたこれまで「慶長日本図」とされていた地図の製作年代に疑問を抱き、地名や描画の比較などから、この地図は寛永年間に製作された地図であると指摘し、後に研究を進めて慶長の調査では国絵図の徴収に留まって日本地図の作成には至らず、寛永10年（1633年）に徳川家光の下で巡見使が派遣されて諸大名から巡見使に提出された国絵図を元にして幕府による日本地図が初めて作成され、同15年（1638年）に島原の乱などを受けて一部地域の作成し直しを含む改訂が行われたとする説を唱え、国立国会図書館所蔵の地図は寛永15年作成の地図であると主張した。これに対して塚本桂大や海野一雄から反論が出されて寛永日本図の存在を巡る議論が行われた。
国立国会図書館所蔵の地図などの位置づけに関する議論は続いているものの、川村が示した寛永期の日本地図作製に関する諸藩の記録によって少なくても寛永年間に江戸幕府による地図事業が行われ、「寛永日本図」と称される日本地図が存在していた可能性が高いと考えられている。

### 正保国絵図、正保城絵図と正保日本図
正保元年12月25日（1645年1月22日）、幕府は諸大名に対して国絵図・郷帳・城絵図の作成を命じた。正保国絵図作成には6寸1里（21600分の1）という全国共通の縮尺が導入された。正保国絵図の正本は江戸城焼失により現存しないが、その写しは各地に存在する。
また従来、慶安4年（1651年）に新番頭北条氏長が諸国の国絵図を元に全国地図を作成して幕府に献上したと言われてきたが、近年の研究では全国地図の作成責任者は大目付井上政重であったこと、慶安4年時点で未だに国絵図を完成させていない藩が存在する事が明らかになっていることなどから、同図の作成者を北条氏長とする記録には誤りがあり、実際の作成責任者は井上政重と見るのが適切であるとされる。この場合、北条氏長は寛文9年（1669年）に行われた校訂事業の責任者であったと考えられる。
なお、井上政重が作成した日本総図は承応年間には完成したとみられているが、明暦3年（1657年）に発生した明暦の大火で正保国絵図とともに焼失してしまった。北条氏長の校訂は諸大名による国絵図の再提出から始まる事実上の新造と考えられている。このため、井上政重による焼失前の地図は存在せず、現存する「正保日本図」は全て北条氏長による地図に由来するとも考えられたが、近年になって国文学研究資料館と島原図書館（松平文庫）に焼失前の地図の写しが存在することが判明した。

### 元禄国絵図と元禄日本図
元禄10年4月28日（1697年6月16日）、幕府は諸大名に対して再度地図及び郷村高帳の作成を命じた。元禄15年、諸藩の国図を元に井上正岑・狩野良信（御用絵師）らによって全国地図も作成された。正保以後の変動については詳細に記述されているものの、地形の正確さにおいては正保日本図より後退している。なお、この地図では琉球と釜山の和館（草梁倭館）が記載されている。

### 享保日本図
享保2年（1717年）幕府は勘定奉行大久保忠位を責任者とし、佐渡奉行北条氏如に対して新たな日本地図の作成を命じたが進展しなかったため、同4年（1719年）、8代将軍徳川吉宗が直々に建部賢弘を召して再訂を命じた。建部は望視（交会法）を用いて203主要地点の位置を確定していき、享保8年（1723年）に完成したが、その後享保13年（1728年）までに離島間の距離・方向を修正している。なお、この時には諸大名からは近隣の国々の山との望視の成果が求められ、国図の提出は求められなかった。これまで原図は発見されていなかったが、平戸藩主の松浦清(静山)が1785年に入手、保管していたとみられる原図が、広島県立歴史博物館に寄託された資料から発見された。測量図は縦152cm、横336cm、縮尺は1/216000、北海道の南部から九州・種子島付近まで記載されており、従前の地図に比べより正確に位置関係が記載されている。

### 伊能忠敬の地図
伊能忠敬及び大日本沿海輿地全図を参照のこと。

### 天保国絵図

『天保国絵図越後国高田長岡』天保9年（1838年）。国立公文書館デジタルアーカイブより。

天保2年（1831年）、幕府は諸大名に対して地図及び郷村高帳の作成を命じた。明楽茂村らの手によって天保9年（1838年）にほぼ完成したものの、全国地図については既に大日本沿海輿地全図が作成されている事から作成されず、同地図に欠けていた内陸部を中心とした詳細な記述が行われて、大日本沿海輿地全図とともに明治以後の地図の参考にされた。国立公文書館に現存し、天保郷帳と共に重要文化財に指定されている。

### 文献
- 川村博忠『江戸幕府撰日本総図の研究』古今書院、2013年。ISBN 978-4-7722-2018-7。

### ウェブサイト
- “日本六十余州国々切絵図”. デジタルアーカイブ秋田県公文書館.   秋田県庁. 2017年1月26日閲覧。